# Riedbahn (Weiterstadt)
Riedbahn is een plaats in de Duitse gemeente Weiterstadt, deelstaat Hessen, en telt 1685 inwoners (2007).